# Braine-le-Comte
Braine-le-Comte (neerlandês: `s - Gravenbrakel é uma cidade e um município da Bélgica localizado no distrito de Soignies, província de Hainaut, região da Valônia.